# فردای بهتر۳: عشق و مرگ در سایگون
فردای بهتر۳: عشق و مرگ در سایگون (به انگلیسی: A Better Tomorrow III: Love & Death in Saigon) یک فیلم سینمایی اکشن و درام هنگ کنگی محصول سال ۱۹۸۹ به کارگردانی تسوی هارک است. این فیلم پیش‌درآمدی بر فیلم فردایی بهتر (۱۹۸۶) و فردایی بهتر ۲ (۱۹۸۷) ساخته جان وو می‌باشد.

## فروش
این فیلم در هنگ کنگ ۱۸٬۴۷۶٬۱۱۶ دلار به فروش داشت.